# Памятник Амангельды
Памятник Амангельды — бронзовый памятник Амангельды Иманову — конная статуя. Установлен в 1947 году в городе Алма-Ата (скульптор Х.Н. Аскар-Сарыджа, архитектор Т.К. Басенов). Один из первых монументальных памятников в городе Алма-Ата. Отлит из бронзы. Постамент выполнен из серого гранита техникой мелкой бучарды с орнаментом. Высота 6 м. Выразительные объемные детали подчеркивают движение фигуры. Лицо батыра волевое, посадка в седле уверенная. Отличительная особенность памятника — гармоничная композиция и чёткий силуэт.